# Michaił Jekimow
Michaił Wasiljewicz Jekimow (ros. Михаил Васильевич Екимов, ur. 23 maja 1865, zm. ?) – rosyjski jeździec, olimpijczyk.
Uczestniczył w rywalizacji na V Igrzyskach olimpijskich rozgrywanych w Sztokholmie w 1912 roku. Startował tam w indywidualnym konkursie ujeżdżenia jako jedyny reprezentant kraju. Na koniu Tritonych zajął dziewiąte miejsce zdobywając 62 punkty.